# 7 Pułk Haubic Polowych (austro-węgierski)
Pułk Haubic Polowych Nr 7 (niem. Feldhaubitzregiment Nr. 7) – pułk artylerii polowej cesarskiej i królewskiej Armii.

## Historia pułku
W 1872 roku został sformowany 13 Pułk Artylerii Polowej. 1 maja 1885 roku oddział został przeformowany w 7. Węgierski Pułk Artylerii Korpuśnej (niem. Ungarisches Korpsartillerieregiment Nr. 7) i włączony w skład 7 Brygady Artylerii.
W 1889 roku sztab pułku razem z 1. i 2. Dywizjonem oraz 7. Dywizjonem Artylerii Konnej i Depot kadry zapasowej stacjonował w Temeszwarze, natomiast 32. Ciężki Dywizjon w Lugoj (węg. Lugos).
6 kwietnia 1908 roku oddział został przemianowany na 7 Pułk Haubic Polowych.
Do 1914 roku pułk stacjonował w Temeszwarze (obecnie Timișoara) i wchodził w skład 7 Brygady Artylerii Polowej.
Od 1872 roku szefem pułku był książę Bawarii Leopold.
W 1914 roku organizacja oddziału przewidywała komendę pułku, kadrę zapasową i dwa dywizjony haubic. W skład dywizjonu wchodziły dwie sześciodziałowe baterie. W tym samym roku przestarzałe haubice M99 wymieniono na nowoczesne 100 mm haubice polowe M.14.

## Komendanci pułku
- płk Jakob Peter ( – 1890)
- płk Anton Kronholz (1905)
- płk Dominik Žagar (1914[1])